# Doktor Strnad
Doktor Strnad je delo Frana Govekarja, ki je leta 1895 izhajalo v Slovenskem narodu.

## Vsebina
Dr. Strnad je na plesu spoznal učiteljico Reziko. Bila mu je všeč in sčasoma se je zaljubil vanjo. Redno je hodil na obisk k njeni rodbini, se z njo družil in pogovarjal. Nekega dne ji je izpovedal ljubezen in jo zaprosil za roko. Rezika je privolila in tako sta se zaročila. Zaroka jo je zelo osrečila in se je spremenila v veselo dekle. Strnad je moral za 6 mesecev v vojsko na Koroško v Celovec, njegov odhod pa je razžalostil Reziko. Dr. Strnad je nekega dne sedel v kavarni in pripovedoval o Rezikinem lepem značaju, odkritosrčnosti in opisoval njene čednosti. Povedal je, da je veliko pridobil s to ljubeznijo. Ob Vrbskem jezeru je bila gospica Marta Sch …, ki je bila nekoč igralka. Bila je črnolasa in zanimiva ženska, vendar ne toliko lepa kot koketna. Bila je izzivalna in je prikrito zapeljevala Strnada, ki mu je sčasoma postala všeč. Pisal je svoji zaročenki v Ljubljano, vendar so bile njegove misli pri Marti. Strnad in Marta sta se zaročila in delala načrte za prihodnost. Nenapovedano je Strnada obiskal njegov brat, ki mu je pripovedoval o prevarantski ženski, ki na veliko menjava moške, in izkazalo se je, da je bila ta ženska Marta. Dr. Strnad se razšel z Marto in pisal Reziki, naj mu odpusti in postane njegova žena. Rezika mu je odpisala, da mu odpušča, vendar se ne bo poročila z njim, saj je tako najbolje. Zaželela mu je srečo v življenju, dr. Strnad pa si je čez dve leti našel drugo žensko.

## Vir
Fran Govekar. Doktor Strnad. Spisal Fr. G. Kosec. Slovenski narod 28/142–164.  dLib